# Интеркултурална филозофија
Интеркултурална филозофија је филозофски правац, који се залаже за размену филозофских идеја свих филозофских традиција из различитих култура, као и за њихову равноправност и једнакост у свету. Она је назив филозфоског и културалног становишта, мишљења, убеђења и сазнања.

## Шта је култура?
Реч култура потиче из латинског језика (лат. cultura) од глагола лат. colere. Употреба овог глагола има динамично значење и односи се на радње, активности и делатности, које имају за циљ не само да промене неку ствар, него да је мењајући побољшају (нпр. агрикултура). У модерној употреби језика, реч култура се односи на стање ствари, на резултат неке активности, не на саму активност. У овом статичком смислу, култура означава стање одређене групе људи, који остаје константан за један одређени период времена. У стварности не постоје чисто статички или чисто динамични облици културе, постоји само мешавина ова два облика. Стање културе се огледа у нормама, представама, идејама и погледима на свет, у њему појединци живе, делују, раде и осећају. Кроз акције појединаца мења се стање једне културе. Дакле, под културом се обично подразумева обликовање одређеног начина живота, који опстаје у мноштву других култура и у природи.
Када се употреби у множини, ова реч означава начине испољавања и изражавања различитих друштава и групација, који су у њиховом типичном облику препознатљиви и описиви. Тако ми говоримо о кинеској, индијској или грчкој култури и при томе мислимо на јединственост начина говора, понашања, мишљења и делања, која утиче на различите области живота, као нпр. на музику, архиктектуру, на начин владања као и на филозофију.

## Шта је филозофија?
Филозофирање је, као и стварање уметничких дела, самостални атрибут људства, производ људске културе. У кризним и конфликтиним ситуацијама једне културе рађа се филозофија. Тада се постављају питања о основама, условима и разлозима постојања и опстајања, питања о етичким нормама и вредностима као и питања шта је стварно, шта се може спознати? Тражењем одговора уз помоћ разума, а то значи потреба да се дефинишу појомови, развију аргументи и смисле најбољи начини за стицање знања и избегавање неспоразума и грешака, настаје филозофија те културне заједнице. Ова питања су мање-више иста у свим културама, док се одговори разликују од традиције до традиције.
Дакле, под филозофијом се подразумева свако тумачење света и људског живота на рационалној основи, тако гледано, трагови филозофије се могу видети у митовима и литератури. Филозофија као наука је настала када се ослободила од митског контекста. Она није резултат само једне културе, али се не може тврдити да је можемо наћи у буквално свим културама. Оно што је за интеркултуралну филозофију битно је да су све филозофије овог света по рангу исте, а по садржају различите. И ма колико различитог садржаја оне биле, морају имати бар неке заједничке тачке преклапања, иначе ми не бисмо могли да их назовемо само једним именом „филозофија“.

#### Културална дилема
Култура није само једна тема у филозофији поред других, она је услов за филозофију, њен проблем и изазов. Ниједна филозофија није независна од културе у којој је настала, напротив, култура једне заједнице одређује у ком правцу ће се филозофија развијати. Са друге стране, свака филозофија захтева одговоре и решења који су општеважећи, то значи независни од културе. Културална дилема се огледа у томе да филозофија, са једне стране, полаже право на универзалност, а са друге не може да се огради од културалног система у ком је настала.

##### Интер-, транс-, или мултикултура
Префикс „интер“ указује на један међупростор између култура, који сугерише како на сличности тако и на разлике између култура, религија и филозофија. Реч мулти(култура) значи пуно (култура), али не указује на однос између њих. Мултикултура означава заједнички живот људи различитог културног порекла у једној заједници (нпр. држава). Интеркултура је услов за могућност мултикултуралне заједнице. Проблеми интер- и мултикултуре су умногоме слични, али ова два појма ипак треба разликовати. Транс значи са друге стране. Транскултура не узима у обзир појединачности и једнствености различитих култура, него тражи само оно што је тим културама заједничко.

## Интеркултурална филозофија
Интеркултурална филозофија је самостална филозофска дисциплина и истовремено треба да буде саставни део свих осталих филозофских дисциплина и традиција. Она се залаже за посредовање између оног што је свакој филозофији јединствено и оног општег једне универзалне филозофије. У суштини, ради се о процесу еманципације ван-европских филозофских и културалних традиција, пошто и оне желе да понуде сопствене одговоре и могућа решења на филозофска питања и проблеме. Као таква, интеркултурална филозофија има више места рођења, тј. више центара у којима је филозофија настала и у којима се и даље негује, али она сама није нигде смештена, односно, није централизована. Она подржава центре, али не центризме. Напротив, она треба да допринесе превазилажењу свих локалних центризама у начину мишљења, говорења и делања. То је, пре свега, питање праксе, за коју постоји једно минимално правило, које се може изразити на два начина. Негативно формулисано, ово правило нам каже да ниједна филозофска теза није добро заснована, ако су у њеном настајању учествовали људи из само једне културе. У позитивном смислу, ово минимално правило нам сугерише да тражимо, кад год је то могуће, културална преклапања филозофских појмова, јер је врло вероватно да су добро засноване филозофске тезе настале у више култура, не само у једној. Само придржавање овог правила донело би знатне промене у комуникацији и аргументацији.

### Центризми
Франц Мартин Вимер (рођ. 14. новембра 1942. у Санкт Мартину, у Аустрији) разликује 4 облика центризма.
Експанзивни центризам се може наћи у култури А која сматра да је њена идеја једина права и неприкосновена, свесно одбија све остале предлоге и идеје и активно утиче на друге културе (Б, В, Г) да прихвате ту идеју као своју и једину исправну. Примери из историје за овај тип центризма су хришћанство и колонизација.
Интегратвни центризам се користи методом „ненападања“. То значи да култура А верује у исправност и универзалну важност својих идеја, али за разлику од првог примера, она не присиљава друге да јој се придруже, него верује да ће јој културе Б, В и Г саме прићи и постати као А, једном када препознају исправност и неприкосновеност њених идеја. Пример за овакав облик центризма је конфучијанизам.
Оба примера поричу да постоји проблем културалне дилеме.
Сепаративни центризам омогућује постојање више центара, који су, иако један поред другог, потпуно независни од других, делују само за себе и критикују сваки покушај универзализације. На пример, културе А, Б, В и Г постоје једна поред друге, али без међусобних утицаја и без међусобне комуникације. Свака култура постоји за себе, идеје друге културе се не прихватају, али толеришу. Пример за трећу врсту центризма се налази увек тамо где се прича о непремостивим разликама између истока и запада.
Тентативни центризам описује ситуацију у којој постоји више центара, али ниједан од њих не полаже право на апослутну и универзалну пуноважност, него се до ње долази разговором. Одлучујуће за успешно разумевање и комуникацију је могућност промене перспективе, како интер-, тако и интракултурално, као и могућност да се у свако време пође из више перспектива, а не само из једне. Овај центризам одговара методи интеркултуралне филозофије која се назива полилог.

#### Услови
Интеркултурално оријентисана филозофија мора да прихвати да ни свет, нити појмови, методе, теорије и системи, које ми развијамо у овом свету нису непроменљиве априори величине. То значи да су наши ставови и субјективна мишљења управо само то, а не апсолутна истина. Даљи услови су отвореност ка променама и новим резултатима, признање и поштовање различитости и прихватање друге филозофије и културе као равноправних субјеката, а не као објеката посматрања и испитивања. Ови услови омогућавају боље упознавање других различитих култура, а кроз упознавање различитости, свака култура ће још боље упознати и разумети саму себе.

##### Методе
Метода интеркултуралне филозофије се састоји у вођењу разговора између две или више филозофија са различитог културног подручја. Главна филозофска питања требају бити тако продискутована, да заједничка решења или одговори потичу из што више различитих традиција. Оваква врста разговора се назива полилог.
Полилог је метода интеркултуралне филозофије, која омогућава филозофирање на интеркултуралном нивоу, упркос културалним разликама. Не ради се о чистом поређењу култура, нити о дијалогу. Ради се о размени филозофских идеја између представника различитих култура, тако што се траже културална преклапања, заједничке тачке гледишта и разлике. Оно што се у контексту неке друге културе не може разумети, треба ипак поштовати. Интеркултурална филозофија нема омиљени систем појмова, не познаје предрасуде, нема ниједан језик за матерњи и не посматра културе и њихове филозфије као на хијерархијској лествици. 
Идеалан облик полилога се састоји од разговора више представника различитих култура, у ком су сви саговорници равноправни, али ипак условљени својом сопственом културом. Сваки учесник размењује своје идеје са свим осталим учесницима и сви су једнако заинтересовани за друге и њихове идеје. У стварности је тако да једна култура има јачи степен утицаја него нека друга, а и степен интересовања варира од учесника до учесника. Због тога је интеркултурална филозофија себи поставила за задатак да квалитативно прошири разговор култура, а не само да се служи већ етаблираним већинама и њиховим представницима, јер некад је потребно потражити друге да бисмо их могли упознати.

###### Циљеви и задаци
Филозофија има за задатак да појасни важност културалних традиција за садашњост и за будућност. Није циљ створити једну нову идеалну филозофију, него изградити везу између различитих филозофија са различитих културних подручја, које знају да су њихове идеје и теорије условљене сопственом културом. Главни циљ интеркултуралне филозофије је развити методе које омогућавају равноправни разговор између представника што више различитих култура. Исто тако важан циљ је развој новог, неевропског и нецентрализованог концепта историје филозофије, који описује настанак и развој филозофије и на другим континентима а не само у Европи. Све до краја двадесетог века су филозофске идеје западне Европе представљане свуда у свету као универзално важеће, док су филозофије других култура називане мудростима. Међутим, филозофија није посед Европе нити било које друге културе и зато је неопходно да погледамо историју филозофије кроз димензију интеркултуралности. Даље, треба наћи нове категорије и појмове, који ће се етаблирати у различитим језицима, и који ће омогућити не само да у животним питањима боље разумемо једни друге, него и да научимо нешто једни од других.
Један такав интеркултурални увид води ка новом, бољем и дубљем разумевању филозофије у теорији и у пракси.